# یون دراهونوف
یون دراهونوف (اوکراینی: Євген Іванович Драгунов؛ ۱۳ فوریهٔ ۱۹۶۴ – ۱۰ سپتامبر ۲۰۰۱) بازیکن فوتبال اهل اتحاد جماهیر شوروی سوسیالیستی بود.
از باشگاه‌هایی که در آن بازی کرده‌است می‌توان به باشگاه فوتبال شینیک یاروسلاول، باشگاه فوتبال تاوریا سیمفروپول، باشگاه فوتبال شاختار دونتسک، باشگاه فوتبال قوت-وایس ارفورت، باشگاه فوتبال لادا-تولیاتی، باشگاه فوتبال کوبان کراسنودار، و باشگاه فوتبال زوریا لوهانسک اشاره کرد.
وی همچنین در تیم ملی فوتبال اوکراین بازی کرده‌است.